# Kypello Ellados 2012-2013
La Coppa di Grecia 2012-2013 è stata la 71ª edizione del torneo. La competizione è iniziata il 24 ottobre 2012 ed è terminata l'11 maggio 2013. L'Olympiacos ha vinto il trofeo per la ventiseiesima volta, battendo in finale l'Asteras Tripolis. Alla coppa hanno partecipato 62 squadre.

## Primo turno
Hanno partecipato a questo turno 46 squadre di Football League e Football League 2. Le partite si sono giocate il 24 e il 25 ottobre 2012.
| Squadra 1             | Risultato         | Squadra 2            |
| --------------------- | ----------------- | -------------------- |
| Odysseas Kordelio     | 1 – 0             | Doxa Dramas          |
| Kassiopi              | 2 – 2 (1 – 3 dtr) | Anagennīsī Giannitsa |
| Anagennīsī Karditsa   | 4 – 1             | Īraklīs Psachna      |
| AO Chania             | 2 – 1             | Fōkikos              |
| Kalamata              | 1 – 1 (3 – 4 dtr) | Thrasyvoulos         |
| Episkopī              | 0 – 1             | Vyzas                |
| Tīlykratīs            | 0 – 0 (3 – 5 dtr) | Kavala               |
| Vataniakos            | 0 – 0 (1 – 4 dtr) | Nikī Volo            |
| Aiginiakos            | 1 – 1 (6 – 5 dtr) | Ergotelīs            |
| Ethnikos Sidirokastro | 2 – 1             | Anagennīsī Epanomī   |
| Doxa Kranoula         | 0 – 0 (1 – 3 dtr) | Pierikos             |
| Asteras Magoulas      | 1 – 2             | Olympiakos Volos     |
| Fostiras              | 4 – 0             | Zakynthos            |
| Proodeftikī           | 1 – 0             | Īraklīs              |
| Ethnikos Asteras      | 1 – 1 (1 – 4 dtr) | Kallonī              |
| Panaigialeios         | 3 – 1             | Panaitōlikos         |
| Panīleiakos           | 0 – 0 (3 – 4 dtr) | Panachaïkī           |
| Rouvas                | 1 – 3             | Ethnikos Gazoros     |
| Acharnaïkos           | 0 – 1             | Larissa              |
| Tyrnavos              | 2 – 0             | Ikonomos Tsaritsani  |
| Glyfada               | 1 – 2 (dts)       | Panserraïkos         |
| Korinthos             | 1 – 1 (3 – 4 dtr) | Apollōn Smyrnīs      |
| Apollōn Kalamarias    | 0 – 1 (dts)       | Kallithea            |

## Secondo turno
Le partite si sono giocate il 30 e 31 ottobre 2012.
| Squadra 1             | Risultato         | Squadra 2         |
| --------------------- | ----------------- | ----------------- |
| Panserraïkos          | 2 – 1             | Odysseas Kordelio |
| Anagennīsī Giannitsa  | 0 – 1             | Nikī Volo         |
| Ethnikos Sidirokastro | 1 – 4             | Tyrnavos          |
| Thrasyvoulos          | 1 – 0             | Vyzas             |
| Olympiakos Volos      | 1 – 1 (5 – 3 dtr) | Kallonī           |
| Fostiras              | 0 – 0 (5 – 4 dtr) | AO Chania         |
| Kavala                | 2 – 0             | Panaigialeios     |

## Terzo turno
| Squadra 1        | Totale     | Squadra 2           | Andata | Ritorno        |
| ---------------- | ---------- | ------------------- | ------ | -------------- |
| Fostiras         | 2 - 2(gfc) | Paniōnios           | 1 - 0  | 1 - 2          |
| Levadeiakos      | 7 - 0      | Pierikos            | 2 - 0  | 5 - 0          |
| OFI Creta        | 1 - 2      | Apollōn Smyrnīs     | 1 - 0  | 0 - 2          |
| Olympiacos       | 5 - 0      | Panachaïkī          | 2 - 0  | 3 - 0          |
| Tyrnavos         | 0 - 2      | Kerkyra             | 0 - 2  | 0 - 0          |
| Panthrakikos     | 3 - 1      | Nikī Volo           | 2 - 0  | 1 - 1          |
| Panathīnaïkos    | 6 - 1      | Proodeftikī         | 4 - 0  | 2 - 1          |
| PAS Giannina     | 3 - 0      | Panserraïkos        | 1 - 0  | 2 - 0          |
| GAS Veria        | 2 - 0      | Thrasyvoulos        | 0 - 0  | 2 - 0          |
| Kallithea        | 4 - 3      | Arīs Salonicco      | 3 - 1  | 1 - 2          |
| Olympiakos Volos | 3 - 3(gfc) | Atromītos           | 1 - 1  | 2 - 2          |
| Larissa          | 1 - 4      | Asteras Tripolīs    | 0 - 0  | 1 - 4          |
| Platanias        | 4 - 1      | Anagennīsī Karditsa | 3 - 1  | 1 - 0          |
| Kavala           | 1 - 0      | AEK Atene           | 0 - 0  | 1 - 0          |
| Aiginiakos       | 2 - 5      | PAOK                | 1 - 3  | 1 - 2          |
| Ethnikos Gazoros | 2 - 2      | Skoda Xanthi        | 1 - 1  | 1 - 1(4-5 dtr) |

## Quarto turno
| Squadra 1        | Totale     | Squadra 2        | Andata | Ritorno |
| ---------------- | ---------- | ---------------- | ------ | ------- |
| Olympiakos Volos | 1 - 3      | Asteras Tripolīs | 1 - 1  | 0 - 2   |
| Panathīnaïkos    | 2 - 2(gfc) | Platanias        | 2 - 1  | 0 - 1   |
| PAS Giannina     | 5 - 2      | Fostiras         | 2 - 0  | 3 - 2   |
| Kallithea        | 2 - 6      | PAOK             | 2 - 0  | 0 - 6   |
| Apollōn Smyrnīs  | 2 - 5      | Panthrakikos     | 1 - 1  | 1 - 4   |
| Olympiacos       | 3 - 0      | Kavala           | 2 - 0  | 1 - 0   |
| Levadeiakos      | 3 - 1      | Kerkyra          | 2 - 1  | 0 - 2   |
| GAS Veria        | 4 - 1      | Skoda Xanthi     | 2 - 1  | 2 - 0   |

## Quarti di finale
| Squadra 1    | Totale | Squadra 2        | Andata | Ritorno |
| ------------ | ------ | ---------------- | ------ | ------- |
| Platanias    | 2 - 5  | Asteras Tripolīs | 1 - 2  | 1 - 3   |
| GAS Veria    | 0 - 2  | Panthrakikos     | 0 - 1  | 0 - 1   |
| PAS Giannina | 0 - 3  | Olympiacos       | 0 - 1  | 0 - 3   |
| PAOK         | 2 - 0  | Levadeiakos      | 2 - 0  | 0 - 0   |

## Semifinale
| Squadra 1  | Totale | Squadra 2        | Andata | Ritorno |
| ---------- | ------ | ---------------- | ------ | ------- |
| PAOK       | 2 - 3  | Asteras Tripolīs | 2 - 1  | 0 - 2   |
| Olympiacos | 8 - 3  | Panthrakikos     | 6 - 2  | 2 - 1   |

## Finale
| Arbitro: | Athanasios Giachos (Chio) |

|                                            |           |           |
| Fuster 42’ Djebbour 98’ Abdoun 119’ (rig.) | Marcatori | 14’ Rayos |

| Olympiakos | Asteras Tripolis |

| Olympiakos:     |    |                         |     |        |
|                 |    |                         |     |        |
| P               | 1  | Roy Carroll             |     |        |
| D               | 3  | François Modesto        | 60’ | 120+3’ |
| D               | 20 | José Holebas            |     | 30’    |
| D               | 23 | Dīmītrios Siovas        |     |        |
| D               | 24 | Kōstas Manōlas          |     |        |
| C               | 2  | Giannīs Maniatīs        |     |        |
| C               | 8  | Ljubomir Fejsa          |     |        |
| C               | 5  | Paulo Machado           | 76’ |        |
| C               | 93 | Djamel Abdoun           |     | 105’   |
| C               | 19 | David Fuster            |     |        |
| A               | 11 | Kōstas Mītroglou        | 72’ |        |
| A disposizione: |    |                         |     |        |
| P               | 42 | Balázs Megyeri          |     |        |
| D               | 15 | Pablo Contreras         |     |        |
| D               | 45 | Kostas Rougalas         |     |        |
| C               | 7  | Ariel Ibagaza           | 60’ |        |
| C               | 25 | Charalambos Lykogiannīs |     |        |
| C               | 99 | Juan Pablo Pino         | 76’ | 81’    |
| A               | 10 | Rafik Djebbour          | 72’ |        |
| Allenatore:     |    |                         |     |        |
| Míchel          |    |                         |     |        |

| Asteras Tripolis: |    |                      |      |            |
|                   |    |                      |      |            |
| P                 | 1  | Márton Fülöp         |      |            |
| D                 | 11 | Savvas Tsampourīs    |      |            |
| D                 | 3  | Chrīstos Pipinīs     |      | 57’        |
| D                 | 25 | Dimitris Kourbelis   | 67’  | 55’        |
| D                 | 19 | Khalifa Sankaré      |      |            |
| C                 | 33 | Giannīs Kontoes      | 101’ | 30’        |
| C                 | 8  | Fernando Usero       |      |            |
| C                 | 10 | Rubén Rayos          |      |            |
| C                 | 32 | Pablo de Blasis      |      | 107’       |
| C                 | 23 | Ximo Navarro         |      | 103’       |
| A                 | 9  | Emanuel Perrone      | 83’  | 79’ 120+4’ |
| A disposizione:   |    |                      |      |            |
| P                 | 37 | Georgios Bantis      |      | 70’        |
| D                 | 22 | Sebastián Bartolini  | 67’  | 119’       |
| C                 | 13 | Leandro Álvarez      |      |            |
| C                 | 14 | Anastasios Bakasetas |      |            |
| A                 | 18 | Francisco Urtado     |      |            |
| A                 | 29 | László Lencse        | 83’  |            |
| A                 | 96 | Christos Kalantzis   | 101’ |            |
| Allenatore:       |    |                      |      |            |
| Sakīs Tsiōlīs     |    |                      |      |            |